# 韋保衡
韋 保衡（い ほこう、生年不詳 - 873年）は、唐代の官僚・政治家。字は蘊用。本貫は京兆府万年県。

## 経歴
武昌軍節度使の韋愨の子として生まれた。韋象の子の韋元貞の孫にあたる。咸通5年（864年）、進士に及第した。官を歴任して起居郎に任じられた。咸通10年（869年）、懿宗と郭淑妃のあいだの娘の同昌公主を妻に迎えた。ほどなく保衡は翰林学士となり、駕部郎中に転じ、正式に中書舎人・兵部侍郎に任じられた。咸通11年（870年）、本官のまま同中書門下平章事（宰相）となった。さらに門下侍郎・尚書右僕射に進んだ。
保衡は恩顧と権勢をたのんで、気に入らない者は必ず排斥した。王鐸や蕭遘を追放し、楊収や路巌を陥れた。特進となり、扶風県開国侯に封じられ、集賢院大学士を加えられた。8月に同昌公主が死去すると、以後は保衡に対する懿宗の寵遇は薄くなっていった。咸通13年（872年）、保衡は司空となった。咸通14年（873年）8月、司徒となった。9月、かねてから保衡に恨みを抱いていた者がかれの悪事を暴き、保衡は賀州刺史に左遷された。さらに澄邁県令に降格され、死を賜った。

## 伝記資料
- 『旧唐書』巻177 列伝第127
- 『新唐書』巻184 列伝第109